# Eye to the Telescope
Eye to the Telescope to pierwszy studyjny album szkockiej piosenkarki KT Tunstall wydany 13 grudnia 2004 roku w Wielkiej Brytanii i 7 lutego 2006 roku w Stanach Zjednoczonych.

## Lista utworów
1. „Other Side of the World” – 3:34 (KT Tunstall, Martin Terefe)
2. „Another Place to Fall” – 4:11 (Tunstall)
3. „Under the Weather” – 3:37 (Tunstall, Tommy D)
4. „Black Horse and the Cherry Tree” – 2:51 (Tunstall)
5. „Miniature Disasters” – 3:32 (Tunstall)
6. „Silent Sea” – 3:48 (Tunstall, Jimmy Hogarth)
7. „Universe & U” – 4:01 (Tunstall, Pleasure)
8. „False Alarm” – 3:50 (Tunstall, Terefe)
9. „Suddenly I See” – 3:22 (Tunstall)
10. „Stoppin' the Love” – 4:02 (Tunstall, Tommy D)
11. „Heal Over” – 4:27 (Tunstall)
12. „Through the Dark” – 3:48 (Tunstall, Terefe)